# Orophea yunnanensis
Orophea yunnanensis P.T. Li – gatunek rośliny z rodziny flaszowcowatych (Annonaceae Juss.). Występuje naturalnie w południowych Chinach – w prowincji Junnan. 

## Morfologia
PokrójZimozielony krzew dorastający do 2 m wysokości. Kora ma szaroczarną barwę. Gałęzie są nagie.
LiścieMają kształt od podłużnie eliptycznego do podłużnie owalnego. Mierzą 2,5–7,5 cm długości oraz 1–2,5 cm szerokości. Są skórzaste. Nasada liścia jest ostrokątna. Blaszka liściowa jest o spiczastym wierzchołku. Ogonek liściowy jest nagi i dorasta do 3 mm długości.
KwiatySą pojedyncze lub zebrane w pary. Mierzą 3 mm średnicy. Działki kielicha mają trójkątny kształt i są owłosione od zewnętrznej strony. Płatki mają owalnie trójkątny kształt i żółtozielonkawą barwę, osiągają do 2–3 mm długości. Kwiaty mają 12 pręcików i 3 owłosione owocolistki.

## Biologia i ekologia
Rośnie w lasach. Występuje na wysokości do 600 m n.p.m. Kwitnie w kwietniu, natomiast owoce dojrzewają od maja do lipca.